# Manggha
Manggha, nome completo in lingua polacca Muzeum Sztuki i Techniki Japońskiej Manggha, (in lingua italiana: Museo Manggha dell'arte e della tecnologia giapponese), fino al 2007 chiamato "Centro Manggha dell'arte e della tecnologia giapponese", è un museo, dedicato alla cultura giapponese, che sorge a Cracovia. Fino al 2005 è costituiva una sezione del Museo nazionale di Cracovia.

## Storia
Nel 1920 il critico, scrittore e collezionista d'arte Feliks Jasieński, donò la propria collezione di oggetti d'arte giapponese al Museo nazionale di Cracovia. La sua collezione, per motivi di spazio, non fu mai esposta, se non in un'unica occasione, nel 1944, quando i tedeschi organizzarono l'esposizione al Mercato dei tessuti (Sukiennice). Andrzej Wajda fu uno degli spettatori dell'esposizione e, rimastone affascinato per tutta la vita, dopo aver ricevuto un riconoscimento a Kyoto, decise di finanziare la costruzione di un edificio atto ad ospitare le opere d'arte.
Il nuovo edificio fu disegnato da Arata Isozaki e, inaugurato il 30 novembre 1994; ospita sia mostre temporanee che un'esposizione permanente. L'11 luglio 2002 il centro ha ricevuto la visita ufficiale dell'imperatore del Giappone Akihito e della consorte Michiko.

## Galleria d'immagini

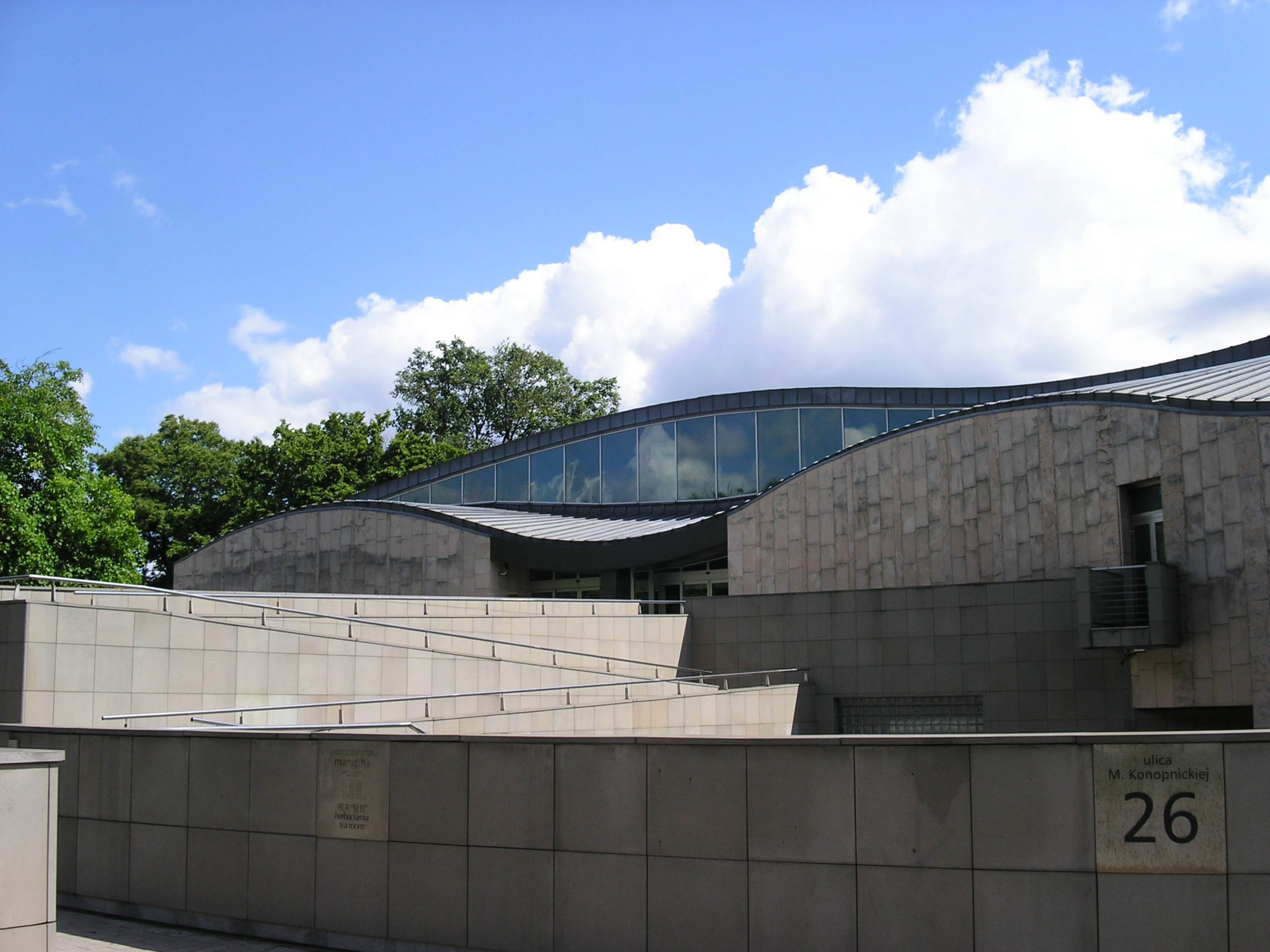
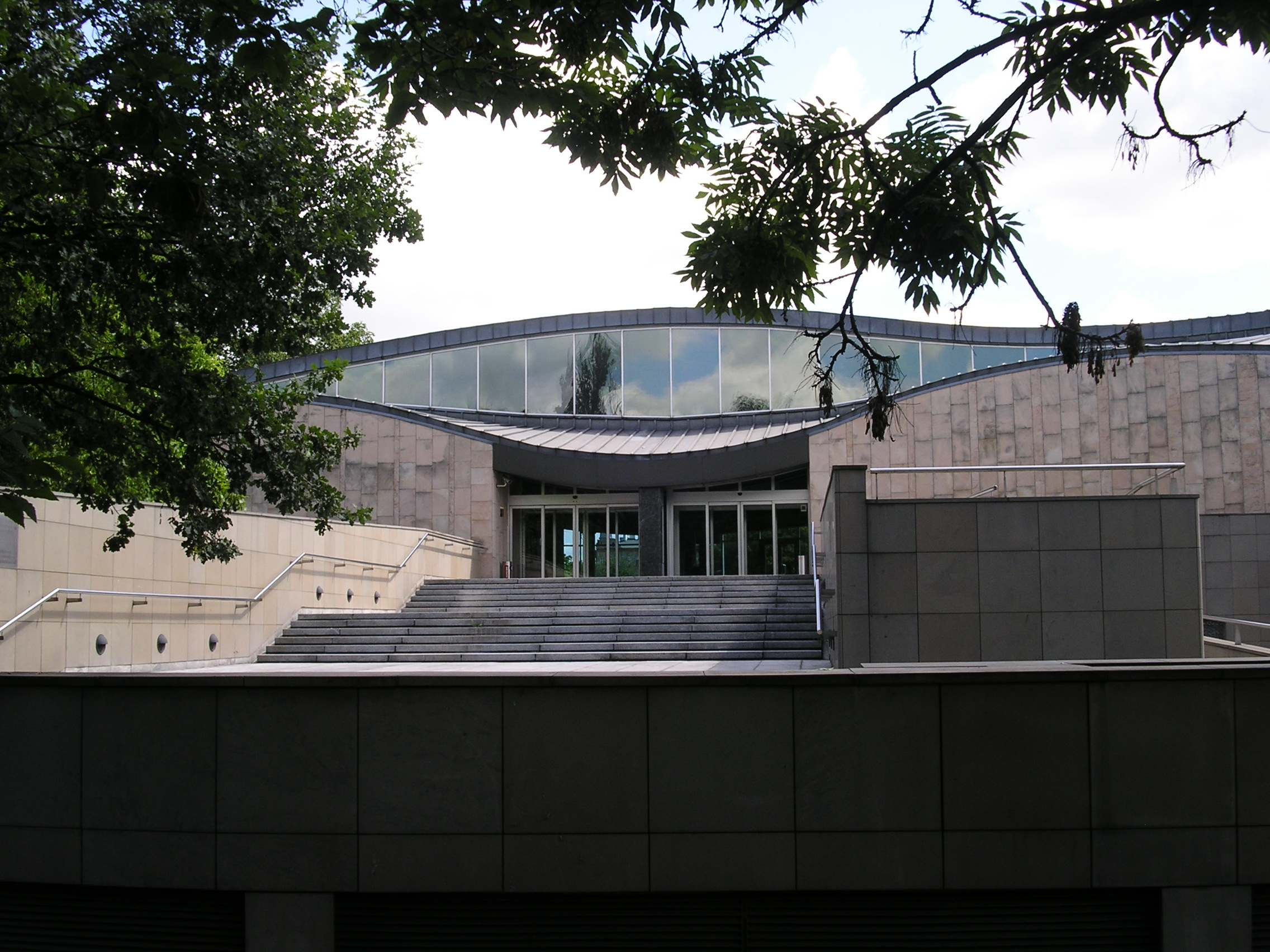